# Ilyich Rivas
Pour les articles homonymes, voir Rivas.
Ilyich Rivas, né à San Cristóbal le 9 juin 1993, est un chef d'orchestre américano-vénézuélien. Il a été chef d'orchestre adjoint de l'Orchestre symphonique de Baltimore (2009-2011) et de l'Orchestre philharmonique de Londres (2013-2014). 
En 2020, il a été présenté par BBC Mundo comme l'un des « 10 Latinos de moins de 30 ans qui inspirent les États-Unis d'aujourd'hui ».

## Biographie
Rivas a commencé sa carrière à l'âge de 16 ans avec l'Orchestre symphonique d'Atlanta, aux États-Unis. 
Il a dirigé l'Orchestre philharmonique de Londres, l'Orchestre du Minnesota, l'Orchestre symphonique de la radio suédoise, l'Orchestre philharmonique royal de Stockholm, l'Orchestre philharmonique de Prague, Orchestre Tonkunstler de Vienne, l'Orchestre symphonique de Göteborg, l'Orchestre de la radio de Hanovre, l'Orchestre de la radio de Stuttgart et l'Orchestre de la radio de Francfort, l'Orchestre de la Suisse Romande, le Royal Liverpool Philharmonic Orchestra, le Lucerne Symphony Orchestra, le Brucknerorchester Linz, le Baltimore Symphony Orchestra, le Auckland Philharmonia, le Prague Radio Orchestra, l'Orquesta Sinfónica de Castilla y León, l'Orchestre symphonique du Minnesota, le Poznań Philharmonic, et l'Orquesta Sinfónica de Galicia, entre autres. En mai 2022, il fait ses débuts à la Philharmonie de Paris avec l'Orchestre National d'Île-de-France,.
Il a également donné des concerts avec les orchestres de jeunes du Verbier Festival en Suisse, du Royal College of Music de Londres, de la National Academy of Music de Melbourne, du Chetham's Symphony Orchestra de Manchester, du Youth Orchestra of the Americas, du Salvador de Bahia Youth Orchestra au Brésil et du YouTube International Symphony Orchestra de Sydney à l'invitation de Michael Tilson Thomas.
Dans le domaine de l'opéra, il a fait des débuts importants, en Angleterre en dirigeant Les Noces de Figaro de Mozart, Hänsel et Gretel de Humperdinck et La Bohème de Puccini avec Opera North et en Hollande en dirigeant le Reisopera d'Amsterdam dans une production originale de La traviata.

## Prix
Il a reçu le prix Bruno Walter du jeune chef d'orchestre, le titre de meilleur artiste du mois décerné par Music America Magazine aux États-Unis et le prix Julius Baer récompensant les musiciens au talent exceptionnel en Suisse.